# Entodontopsis
Entodontopsis là một chi rêu trong họ Stereophyllaceae.